# Yoshio Kitajima
Yoshio Kitajima (北島 義生 Kitajima Yoshio?), född 29 oktober 1975 i Ibaraki prefektur, är en japansk före detta fotbollsspelare.
Kitajima började sin karriär 1996 i Guangdong Hongyuan. 1997 flyttade han till Oita Trinity. Efter Oita Trinity spelade han för Mito HollyHock, Ventforet Kofu och Shonan Bellmare. Han avslutade karriären 2008.